# Lotoha'apai United FC
El Lotoha'apai United Football Club, anteriormente llamado Soccer Club Lotoha'apai, es un equipo de fútbol de la ciudad de Veitongo, en Tonga que milita en la Primera División de Tonga. Se destaca por ser el club con más títulos en la liga local, siendo 16 las veces que ganó la primera división tongana. Además, es el primer equipo de su país que jugó un torneo internacional cuando participó en el Campeonato de Clubes de Oceanía 1999.

## Futbolistas

### Plantilla 2019
Actualizado al 28 de enero de 2019.

## Entrenadores
- Timote Polovili (2011)[1]

## Palmarés
- Primera División de Tonga (16): 1998, 1999, 2000, 2001, 2002, 2003, 2004, 2005, 2006, 2007, 2008, 2010-11, 2011-12, 2013, 2013-14, 2018;

## Participación en competiciones de la OFC
| Temporada | Torneo                          | Ronda          | Club                     | Casa | Visita | Global    |
| --------- | ------------------------------- | -------------- | ------------------------ | ---- | ------ | --------- |
| 1999      | Campeonato de Clubes de Oceanía | Fase de grupos | Central United           | 0-16 | 0-16   | 3.º lugar |
| 1999      | Campeonato de Clubes de Oceanía | Fase de grupos | Tafea FC                 | 0-10 | 0-10   | 3.º lugar |
| 2001      | Campeonato de Clubes de Oceanía | Fase de grupos | Wollongong Wolves        | 0-16 | 0-16   | 6.º lugar |
| 2001      | Campeonato de Clubes de Oceanía | Fase de grupos | Unitech FC               | 2-5  | 2-5    | 6.º lugar |
| 2001      | Campeonato de Clubes de Oceanía | Fase de grupos | Napier City Rovers       | 0-9  | 0-9    | 6.º lugar |
| 2001      | Campeonato de Clubes de Oceanía | Fase de grupos | Laugu United             | 0-7  | 0-7    | 6.º lugar |
| 2001      | Campeonato de Clubes de Oceanía | Fase de grupos | Foodtown Warriors Labasa | 2-5  | 2-5    | 6.º lugar |
| 2005      | Liga de Campeones de la OFC     | Preliminar     | Tafea FC                 | 1-2  | 0-5    | 1-7       |
| 2006      | Liga de Campeones de la OFC     | Preliminar     | Nokia Eagles             | 1-5  | 1-5    | 3.º Lugar |
| 2006      | Liga de Campeones de la OFC     | Preliminar     | Nikao Sokattack FC       | 3-1  | 3-1    | 3.º Lugar |
| 2006      | Liga de Campeones de la OFC     | Preliminar     | Tuanaimato Breeze        | 1-1  | 1-1    | 3.º Lugar |
| 2013      | Liga de Campeones de la OFC     | Preliminar     | Tupapa Maraerenga        | 3-3  | 3-3    | 2.º Lugar |
| 2013      | Liga de Campeones de la OFC     | Preliminar     | Pago Youth               | 6-0  | 6-0    | 2.º Lugar |
| 2013      | Liga de Campeones de la OFC     | Preliminar     | Kiwi FC                  | 1-2  | 1-2    | 2.º Lugar |
| 2014      | Liga de Campeones de la OFC     | Preliminar     | Tupapa Maraerenga        | 0-3  | 0-3    | 3.º Lugar |
| 2014      | Liga de Campeones de la OFC     | Preliminar     | Kiwi FC                  | 2-4  | 2-4    | 3.º Lugar |
| 2014      | Liga de Campeones de la OFC     | Preliminar     | Pago Youth               | n/p  | n/p    | 3.º Lugar |
| 2015      | Liga de Campeones de la OFC     | Preliminar     | Lupe ole Soaga           | 0-1  | 0-1    | 3.º Lugar |
| 2015      | Liga de Campeones de la OFC     | Preliminar     | FC SKBC                  | 4-1  | 4-1    | 3.º Lugar |
| 2015      | Liga de Campeones de la OFC     | Preliminar     | Puaikura FC              | 0-1  | 0-1    | 3.º Lugar |
| 2019      | Liga de Campeones de la OFC     | Clasificatoria | Pago Youth               | 5-1  | 5-1    | 3.º Lugar |
| 2019      | Liga de Campeones de la OFC     | Clasificatoria | Tupapa Maraerenga FC     | 1-4  | 1-4    | 3.º Lugar |
| 2019      | Liga de Campeones de la OFC     | Clasificatoria | Kiwi FC                  | 1-9  | 1-9    | 3.º Lugar |